# Apollo din Belvedere

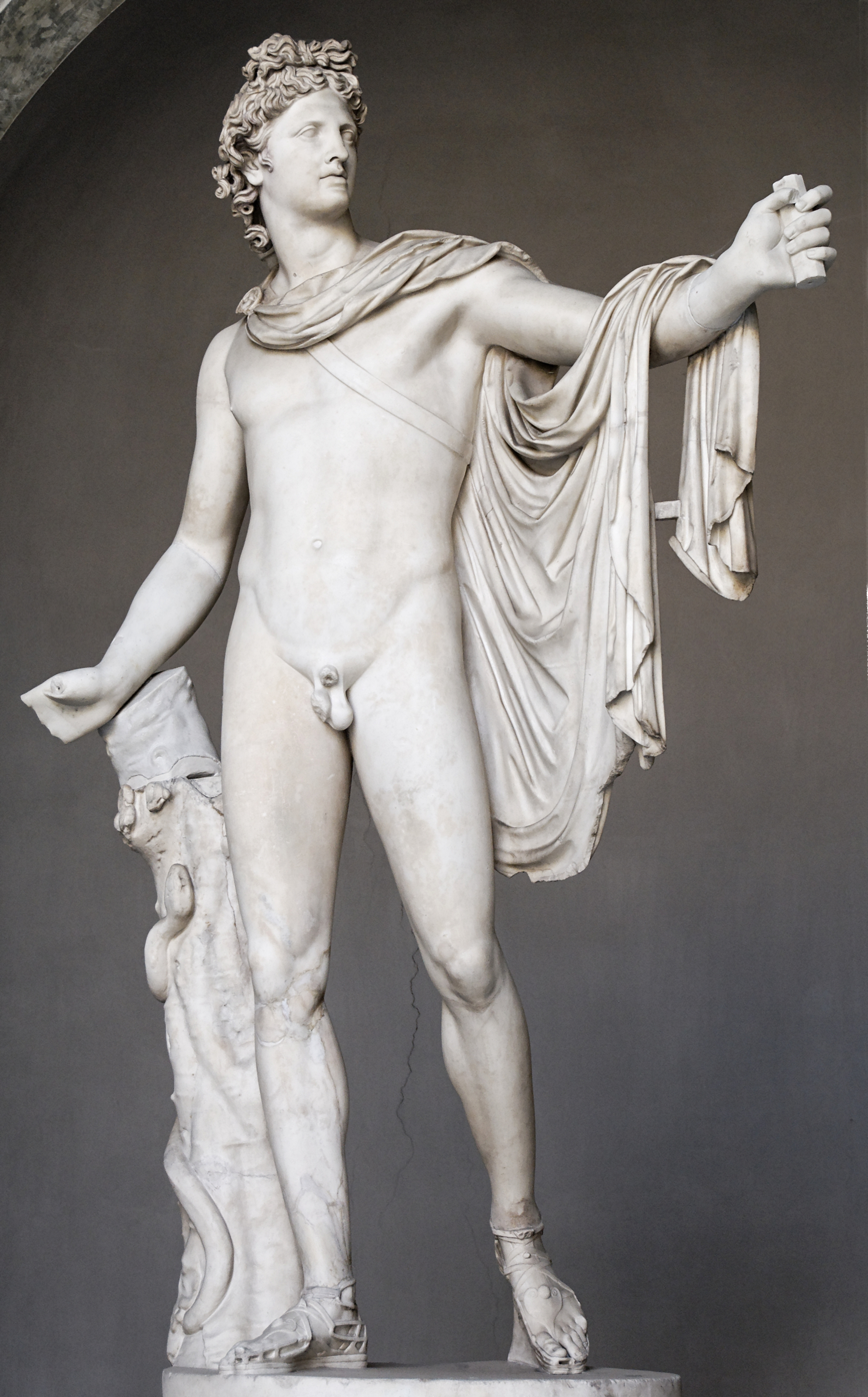
Apollo din Belvedere

Apollo din Belvedere este o faimoasă sculptură antică din marmură. A fost redescoperită în secolul al XIX-lea în Terracina. În prezent se află în curtea Belvedere din Vatican și face parte din colecția de antichități a Muzeelor Vaticane.
Statuia de marmură este o copie romană a unei statui de bronz care a fost creată între 350-325 î.Hr. de către sculptor grec Leocares. 
Antebrațul drept și mâna stângă lipseau în momentul descoperirii, ele fiind reconstruite de Giovanni Angelo Montorsoli, sculptor și colaborator al lui Michelangelo.